# Andreas Prommegger
Andreas Prommegger, né le 16 novembre 1980 à Schwarzach im Pongau, est un snowboardeur autrichien, spécialiste du slalom parallèle. Il a terminé trois fois dans les dix premiers aux Jeux olympiques avec une 9e place en 2006 et en 2010 puis une 8e place en 2014 à chaque fois en slalom géant parallèle. Triple  champion du monde, il devient champion du monde du slalom parallèle en 2017 et 2023 et du géant parallèle en 2017.

## Palmarès

### Championnats du monde
- Championnats du monde 2017 à Sierra Nevada (Espagne) :
  -  Médaille d'or en slalom parallèle
  -  Médaille d'or en slalom géant parallèle
- Championnats du monde 2021 à Rogla (Slovénie) :
  -  Médaille d'argent en slalom parallèle
- Championnats du monde 2023 à Bakuriani (Géorgie) :
  -  Médaille d'or en slalom parallèle
  -  Médaille d'argent en slalom parallèle par équipes.
- Championnats du monde 2025 à Engadine (Suisse) :
  -  Médaille de bronze en slalom parallèle par équipes.

### Coupe du monde de snowboard
- 3 gros globe de cristal :
  - Vainqueur du classement parallèle en 2012, 2013 et 2017.
- 3 petits globe de cristal :
  - Vainqueur du classement slalom parallèle en 2013 et 2022.
  - Vainqueur du classement slalom géant parallèle en 2020.
- 60 podiums dont 25 victoires en carrière.

#### Détails des victoires
| Épreuve / Édition | Slalom parallèle    | Slalom géant parallèle   |
| ----------------- | ------------------- | ------------------------ |
| 2007-2008         |                     | La Molina                |
| 2008-2009         |                     | Bayrischzell             |
| 2009-2010         | Landgraaf           | Bayrischzell             |
| 2010-2011         |                     | Arosa                    |
| 2011-2012         | Wachau              | Stoneham La Molina       |
| 2012-2013         | Bad Gastein         | Carezza Sotchi La Molina |
| 2015-2016         |                     | Kayseri                  |
| 2016-2017         |                     | Pyeongchang Kayseri      |
| 2017-2018         |                     | Rogla                    |
| 2018-2019         |                     | Pyeongchang              |
| 2019-2020         | Bannoïe Piancavallo |                          |
| 2021-2022         | Bannoïe             |                          |
| 2022-2023         |                     | Carezza                  |
| 2023-2024         |                     | Krynica-Zdrój            |
| 2024-2025         |                     | Bansko Krynica-Zdrój     |